# زائر الفجر (فلم)
زائر الفجرهو فيلم صدر في عام 1973 وأثار ضجة كبيرة وقت عرضه، منع فيلم "زائر الفجر" من العرض العام بعد أسبوع من عرضه بسبب قوة تأثيره وحساسية الفترة واهتزاز الوضع السياسي وقت عرضه ثم تشويهه، كان ضربة شديدة الوطأة لمنتجته ماجدة الخطيب. وقد تعرض ممثلوه أيضا لنوع من "التحذير" من جانب الأجهزة الأمنية، لأن الفيلم في مضمونه كان "ساخنا" بالفعل، وكانت تتردد فيه عبارات تقول على سبيل المثال: (البلد دي ريحتها فاحت.. عفنت.. بقت عاملة زي صفيحة الزبالة.. لازم تتحرق")!

## أزمة الفيلم
تعرض فيلم زائر الفجر إلى منعه من العرض للإسقاطات السياسية التي عرضها الفيلم ومنع من استكمال عرضه بدور السينما مما اصاب منتجته ماجدة الخطيب بالإحباط وحاولت مقابلة الرئيس السادات في تلك الفترة في محاولة منها لطلب إجازة العرض إلا أن طلبها قوبل بالرفض. كان الفيلم أخيرا، أحد الأفلام «الثورية» السياسية النادرة في تاريخ السينما المصرية، وكان منطقه من القوة بحيث جعل السلطات تخشى من تأثيره الكبيرالمحتمل على الجماهير.
وقد أدى منع عرض الفيلم إلى إصابة مخرجه ممدوح شكري بالاكتئاب لفترة، مما جعله يهمل في صحته فأصيب بمرض حاد نقل على أثره إلى مستشفى الحميات حيث صعدت روحه إلى بارئها قبل أن يشهد التصريح بعرض فيلمه ولو مبتورا.

## قصة الفيلم
هذا الفلم منع بعد أسبوع من عرضه بالسينما المصرية يتولى حسن وكيل النيابة التحقيق في موت الصحفية نادية الشريف رغم أن التقرير الجنائي يثبت أنها ماتت بسبب هبوط مفاجئ في القلب، يبدأ في جمع تحريات عن نادية التي كانت ضمن جماعة ثورية وسبق اعتقالها لتمردها ومقالاتها الجريئة، يختلف الرأي فيها بين مدافع ومهاجم، يصاب حسن بالإحباط عندما تأتيه الأوامر من أحد المسؤولين بوقف التحقيق.

## فريق العمل
| 1 | نادية        | ماجدة الخطيب |              |   |          |            |
| 2 | حسن          | عزت العلايلي | وكيل النيابة |   |          |            |
| 3 | فريد         | يوسف شعبان   | زوج نادية    |   |          |            |
| 4 | نانا         | تحية كاريوكا |              |   |          |            |
| 5 | سعاد         | زيزي مصطفى   | صديقة نادية  |   |          |            |
| 6 | اعتماد       | رجاء الجداوي | صديقة نادية  |   |          |            |
| 7 | شفيق إبراهيم | شكري سرحان   | رئيس التحرير |   |          |            |
| 8 | صالح         | سعيد صالح    | جار نادية    | 9 | زوجة حسن | مديحة كامل |

## روابط خارجية
- مقالات تستعمل روابط فنية بلا صلة مع ويكي بيانات